# Fanfare pour précéder La Péri
Fanfare pour précéder La Péri est une fanfare pour ensemble de cuivres de Paul Dukas composée en 1912 comme prélude à son ballet La Péri.

## Présentation
La Fanfare pour précéder La Péri est composée en février et mars 1912, postérieurement à l'écriture du poème dansé La Péri, et créée en ouverture du ballet le 22 avril 1912 au théâtre du Châtelet, à Paris, par les Concerts Lamoureux placés sous la direction du compositeur,,,. 
L'œuvre est instrumentée pour un ensemble de cuivres comprenant trois trompettes en ut, quatre cors en fa, trois trombones et un tuba,,. La partition est révisée le 9 février 1935, « sans modification majeure ».
Le musicologue Gilles Thiéblot relève qu'elle « retrouve la fonction de la Toccata liminaire de l'Orfeo de Monteverdi (1607) ». Cette pièce renoue également avec « un goût et une tradition qui remontent à Lully ». « Portique sonore » du ballet qu'elle introduit pour François-René Tranchefort, « chef-d'œuvre précédant le chef-d'œuvre », la Fanfare est d'une durée moyenne d'exécution de deux minutes environ.
Paul Dukas considérait la Fanfare « indissociable du ballet, et il qualifia d'absurde un concert ultérieur où on avait fait précéder la Symphonie en ut majeur par la Fanfare, ce que son titre d'ailleurs indique sans ambiguïté ! »

## Analyse
Pour François-René Tranchefort, la Fanfare pour précéder La Péri , sans lien thématique avec le ballet qu'elle précède, « résonne comme un appel au « spectacle ». Hiératique, sur la majesté de ses lents accords (blanches pointées), elle est toutefois puissamment scandée par les cuivres, — selon des enchaînements harmoniques d'une extrême originalité » :

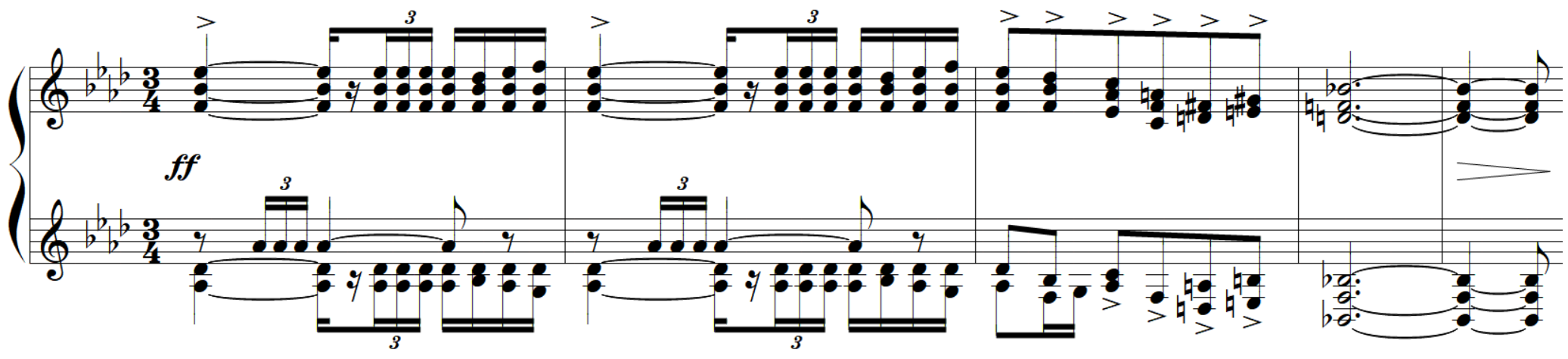
Paul Dukas, Fanfare pour précéder La Péri (mes.1-4) en réduction.

L'œuvre est en ré bémol majeur modal, de forme tripartite. Après une introduction de quatre mesures, la première partie, de vingt-cinq mesures, est construite sur un motif d'arpège ascendant qui se fait entendre trois fois (en fa, do et la bémol mineur) et est ponctuée par deux cadences modales au ton principal puis en la majeur. Suit une partie médiane, transition de dix mesures au motif mélodique de choral, dans laquelle, « tel un orgue irréel, les timbres semblent se fondre [... au] thème d'une majestueuse retenue », avant le retour de la sonnerie des quatre mesures initiales, puis une coda de quatre mesures.
Pour Marie-Laure Ragot, « lorsqu'on sait à quel degré de banalité, facilité ou pompiérisme sonore obéit le plus souvent ce genre de morceau de circonstance, même entre les mains les plus expertes, on en admire encore plus ici le résultat, d'une suprême élégance et d'une totale originalité, en même temps que d'une parfaite efficacité. Une fois encore, Dukas montre qu'il attache le même soin, le même fini à une petite pièce comme à un vaste morceau ».
L'œuvre, publiée par Durand dans la revue de la Société Internationale de Musique, le 15 mai 1912, existe également dans une réduction pour piano à deux mains de Désiré-Émile Inghelbrecht, publiée la même année, ainsi que dans une réduction pour piano à quatre mains de Gustave Samazeuilh, publiée en 1913.
La Fanfare pour précéder La Péri « s'est vite imposée, invitant certains compositeurs à se mesurer avec elle : Ravel (Fanfare pour l'Éventail de Jeanne) ou Jolivet, par exemple ».